# Anufrievia akazu
Anufrievia akazu är en insektsart som först beskrevs av Matsumura 1932.  Anufrievia akazu ingår i släktet Anufrievia och familjen dvärgstritar. Inga underarter finns listade i Catalogue of Life.